# Tyler Mane
Daryl H. Karolat (ur. 8 grudnia 1966 w Saskatoon) – kanadyjski aktor charakterystyczny i były profesjonalny wrestler, lepiej znany pod pseudonimem Tyler Mane.  Dla amerykańskiej federacji World Championship Wrestling (WCW) pracował także pod pseudonimami Big Sky i Nitron.

## Zawodowa kariera wrestlera
Urodził się w Saskatoon, w prowincji Saskatchewan jako syn Evelyn Jessie i Harrya Karolata. Jego rodzina miał pochodzenie niemieckie i angielskie. Ukończył studia w City Park Collegiate Institute.
Jako nastolatek zaczął trenować wrestling w Calgary u kanadyjskiego wrestlera Stu Harta, a później z Redem Bastienem i Mando Guerrero. W latach 1989–1996 był zawodowym wrestlerem. Prócz WCW, występował w szeregach związków Puerto Rico – World Wrestling Council, All Japan Pro Wrestling, New Japan Pro-Wrestling i Global Wrestling Federation.

## Kariera aktorska
Po zerwaniu z karierą wrestlera, zajął się aktorstwem. Po raz pierwszy wystąpił w roli aktorskiej jako międzyprzestrzenny wampir w hiszpańskim filmie fantastycznonaukowym Gwiezdne myśliwce (Luchadores de las estrellas, 1992). Wkrótce wystąpił jako Jake „Big Sky” Olson w telewizyjnej komedii sensacyjnej Hala Needhama Bandzior rusza na szlak (Bandit: Bandit Goes Country, 1994) z Brianem Bloomem, Elizabeth Berkley i Christopherem Atkinsem. Następnie trafił do obsady fantastycznonaukowego filmu akcji Bryana Singera X-Men (2000) w roli Sabretootha, filmu przygodowego Chucka Russella Król Skorpion (2002) jako wódz barbarzyńców, dramatu historycznego Wolfganga Petersena Troja (2004) jako Ajaks Wielki i horroru Roba Zombie Bękarty diabła (2005) jako Rufus Firefly. W serialu przygodowym fantasy Herkules (2005) pojawił się jako Anteusz.
W 2007 został obsadzony w roli psychopatycznego Michaela Myersa w horrorze Roba Zombie Halloween. Rolę Myersa powtórzył w sequelu: Halloween II, którego premiera odbyła się pod koniec sierpnia 2009.